# Taranto Sport 2007-2008
Questa voce raccoglie le informazioni riguardanti il Taranto Sport nelle competizioni ufficiali della stagione 2007-2008.

## Stagione
Nella stagione 2007-2008 il Taranto ha disputato il girone B del campionato di Serie C1, con 55 punti ha ottenuto il terzo posto, disputa i Play-off superando nella doppia semifinale il Crotone, ma perde la doppia finale con l'Ancona, che sale in Serie B, seguendo la Salernitana che ha vinto il torneo. La squadra rossoblù allenata da Marco Cari non parte con il piede giusto, al termine del girone di andata è a centro classifica con 23 punti. Poi il cambio di passo, nel girone di ritorno ottiene 32 punti facendo meglio di tutti al pari del Pescara, il consuntivo finale sono 55 punti con il terzo posto. Dopo un campionato in crescendo nelle semifinali dei Play-off supera il Crotone, ma ad un passo dal ritorno in Serie B, non riesce a superare l'Ancona allo Iacovone, dove finisce (0-0), e poi perde al Conero (2-1). Con 13 reti il miglior marcatore tarantino è stato il napoletano Aniello Cutolo. Nella Coppa Italia di Serie C il Taranto vince il girone V di qualificazione, poi nei sedicesimi di finale viene estromessa dal torneo, superato dal Benevento.

## Rosa
| N. |                    | Ruolo | Calciatore           |
| -- | ------------------ | ----- | -------------------- |
|    | Italia (bandiera)  | P     | Nicola Barasso       |
|    | Italia (bandiera)  | P     | Davide Faraon        |
|    | Italia (bandiera)  | P     | Angelo Maraglino     |
|    | Italia (bandiera)  | D     | Francesco Colombini  |
|    | Italia (bandiera)  | D     | Salvatore D'Alterio  |
|    | Brasile (bandiera) | D     | Emerson Ramos Borges |
|    | Italia (bandiera)  | D     | Vincenzo Migliaccio  |
|    | Italia (bandiera)  | D     | Ivano Pastore        |
|    | Brasile (bandiera) | D     | Rafael Tesser        |
|    | Italia (bandiera)  | D     | Federico Zaccanti    |
|    | Italia (bandiera)  | C     | Alessandro Carrozza  |
|    | Italia (bandiera)  | C     | Luca Cavallo         |

| N. |                      | Ruolo | Calciatore           |
| -- | -------------------- | ----- | -------------------- |
|    | Argentina (bandiera) | C     | Maximiliano Cejas    |
|    | Italia (bandiera)    | C     | Andrea De Falco      |
|    | Italia (bandiera)    | C     | Manuel Mancini       |
|    | Italia (bandiera)    | C     | Massimiliano Marsili |
|    | Italia (bandiera)    | C     | Daniele Sciaudone    |
|    | Italia (bandiera)    | C     | Antonio Zito         |
|    | Italia (bandiera)    | A     | Marco Ascenzi        |
|    | Italia (bandiera)    | A     | Giuseppe Caccavallo  |
|    | Italia (bandiera)    | A     | Fabrizio Cammarata   |
|    | Italia (bandiera)    | A     | Aniello Cutolo       |
|    | Italia (bandiera)    | A     | Davide Dionigi       |
|    | Italia (bandiera)    | A     | Gianvito Plasmati    |

## Staff tecnico
- Allenatore: Marco Cari

## Calciomercato

### Sessione estiva
| Arrivi | Arrivi               | Arrivi     | Arrivi |
| R.     | Nome                 | da         |        |
| ------ | -------------------- | ---------- | ------ |
| P      | Nicola Barasso       | Genoa      |        |
| D      | Salvatore D'Alterio  | Foggia     |        |
| D      | Vincenzo Migliaccio  | Teramo     |        |
| D      | Rafael Tesser        | Lecce      |        |
| D      | Federico Zaccanti    | Foggia     |        |
| C      | Luca Cavallo         | Pro Sesto  |        |
| C      | Andrea De Falco      | Chievo     |        |
| C      | Massimiliano Marsili | Roma       |        |
| C      | Daniele Sciaudone    | Tritium    |        |
| A      | Marco Ascenzi        | Avellino   |        |
| A      | Aniello Cutolo       | Cisco Roma |        |
| A      | Davide Dionigi       | Svincolato |        |

### Sessione invernale
| Arrivi | Arrivi               | Arrivi    | Arrivi |
| R.     | Nome                 | da        |        |
| ------ | -------------------- | --------- | ------ |
| D      | Fabio Prosperi       | Frosinone |        |
| C      | Emerson Ramos Borges | Nuorese   |        |
| C      | Alessandro Carrozza  | Pisa      |        |
| A      | Gianvito Plasmati    | Foggia    |        |

## Risultati

### Campionato

#### Girone di andata
| Arbitro: | Barletta (Bernalda) |

|                   |           |               |
| Ginestra 24’, 30’ | Marcatori | 90+1’ Mancini |

| Arbitro: | Paparazzo (Catanzaro) |

|             |           |  |
| Dionigi 33’ | Marcatori |  |

| Pistoia 9 settembre 2007, ore 15.00 3ª giornata | Pistoiese                       | 0 – 0 | Taranto | Stadio Marcello Melani\| Arbitro: \| Andolfatto (Bassano del Grappa) \| |
| Arbitro:                                        | Andolfatto (Bassano del Grappa) |       |         |                                                                         |

| Arbitro: | Tozzi (Ostia Lido) |

|                          |           |                |
| Dionigi 5’ Ascenzi 90+4’ | Marcatori | 66’ Di Gennaro |

| Arbitro: | Vuoto (Livorno) |

|                                         |           |                |
| Ferraro 39’ Cardinale 56’ Di Napoli 87’ | Marcatori | 8’, 73’ Cutolo |

| Arezzo 30 settembre 2007, ore 15.00 6ª giornata | Arezzo                         | 0 – 0 | Taranto | Stadio Città di Arezzo\| Arbitro: \| Corletto (Castelfranco Veneto) \| |
| Arbitro:                                        | Corletto (Castelfranco Veneto) |       |         |                                                                        |

| Arbitro: | La Rocca (Ercolano) |

|                |           |               |
| De Liguori 84’ | Marcatori | 88’ Sansovini |

| Arbitro: | Baracani (Firenze) |

|  |           |          |
|  | Marcatori | 38’ Zito |

| Arbitro: | Donati (Ravenna) |

|            |           |                     |
| Cutolo 26’ | Marcatori | 15’ (rig.) Rastelli |

| Arbitro: | Tasso (La Spezia) |

|                      |           |             |
| Bolic 60’ Lauria 87’ | Marcatori | 38’ Mancini |

| Taranto 1º novembre 2007, ore 14.30 11ª giornata | Taranto             | 0 – 0 | Juve Stabia | Stadio Erasmo Iacovone\| Arbitro: \| Branciforte (Nuoro) \| |
| Arbitro:                                         | Branciforte (Nuoro) |       |             |                                                             |

| Arbitro: | Borracci (San Benedetto del Tronto) |

|                         |           |                  |
| Dettori 9’ Grillo 90+1’ | Marcatori | 17’, 62’ Mancini |

| Taranto 12 novembre 2007, ore 14.30 13ª giornata | Taranto             | 0 – 3 0-3 a tavolino per incidenti | Massese | Stadio Erasmo Iacovone\| Arbitro: \| Tagarelli (Termoli) \| |
| Arbitro:                                         | Tagarelli (Termoli) |                                    |         |                                                             |

| Lucca 18 novembre 2007, ore 14.30 14ª giornata | Lucchese                   | 0 – 0 | Taranto | Stadio Porta Elisa\| Arbitro: \| La Mura (Nocera Inferiore) \| |
| Arbitro:                                       | La Mura (Nocera Inferiore) |       |         |                                                                |

| Taranto 25 novembre 2007, ore 14.30 15ª giornata | Taranto          | 0 – 0 | Crotone | Stadio Erasmo Iacovone\| Arbitro: \| Passeri (Gubbio) \| |
| Arbitro:                                         | Passeri (Gubbio) |       |         |                                                          |

| Arbitro: | Viti (Campobasso) |

|  |           |            |
|  | Marcatori | 8’ Mancini |

| Arbitro: | Zanichelli (Genova) |

|             |           |  |
| Dionigi 72’ | Marcatori |  |

#### Girone di ritorno
| Arbitro: | Candussio (Cervignano del Friuli) |

|                 |           |  |
| Cutolo 49’, 63’ | Marcatori |  |

| Arbitro: | Tozzi (Ostia Lido) |

|                        |           |  |
| Soddimo 66’ Morini 75’ | Marcatori |  |

| Taranto 14 gennaio 2008, ore 14.30 20ª giornata | Taranto            | 0 – 0 | Pistoiese | Stadio Erasmo Iacovone\| Arbitro: \| Spadaccini (Vasto) \| |
| Arbitro:                                        | Spadaccini (Vasto) |       |           |                                                            |

| Arbitro: | Stallone (Foggia) |

|                           |           |                      |
| Ginestra 38’ Molinari 57’ | Marcatori | 48’ Mancini 54’ Zito |

| Arbitro: | Calvarese (Teramo) |

|                                         |           |                          |
| Cejas 1’ Plasmati 32’, 45+2’ Cutolo 43’ | Marcatori | 64’ Di Napoli 87’ Mamede |

| Arbitro: | De Faveri (San Donà di Piave) |

|                  |           |                                    |
| Pastore 22’, 78’ | Marcatori | 32’ (aut.) Mancini 38’ V. Chianese |

| Arbitro: | Chericoni (Pisa) |

|                         |           |            |
| Micco 40’ Sansovini 75’ | Marcatori | 52’ Cutolo |

| Arbitro: | Pizzi (Saronno) |

|                                                     |           |  |
| Emerson 15’ Cutolo 31’ Plasmati 77’, 88’ Tesser 90’ | Marcatori |  |

| Arbitro: | D'Alesio (Forlì) |

|                            |           |                       |
| D'Isanto 46’ F. Ripa 90+1’ | Marcatori | 73’ Carrozza 89’ Zito |

| Arbitro: | Vivenzi (Brescia) |

|              |           |  |
| Carrozza 23’ | Marcatori |  |

| Arbitro: | Marrocco (Pisa) |

|             |           |                        |
| De Rosa 62’ | Marcatori | 50’ Cutolo 88’ Emerson |

| Arbitro: | Baracani (Firenze) |

|             |           |  |
| Emerson 51’ | Marcatori |  |

| Arbitro: | Corletto (Castelfranco Veneto) |

|  |           |                                               |
|  | Marcatori | 3’ (aut.) Diagouraga 48’ Zito 72’, 85’ Cutolo |

| Arbitro: | Gambini (Roma) |

|                         |           |  |
| Carrozza 14’ Tesser 87’ | Marcatori |  |

| Crotone 20 aprile 2008, ore 15.00 32ª giornata | Crotone                           | 0 – 0 | Taranto | Stadio Ezio Scida\| Arbitro: \| Candussio (Cervignano del Friuli) \| |
| Arbitro:                                       | Candussio (Cervignano del Friuli) |       |         |                                                                      |

| Arbitro: | Peruzzo (Schio) |

|                                     |           |  |
| Cutolo 18’ (rig.) Plasmati 56’, 67’ | Marcatori |  |

| Arbitro: | Donati (Ravenna) |

|                                      |           |                                |
| Cazzola 3’ Fialdini 64’ Albanese 84’ | Marcatori | 21’ Plasmati 24’ (rig.) Cutolo |

### Play-off
| Arbitro: | Giancola (Vasto) |

|                                              |           |                            |
| Petrilli 39’ Migliaccio 43’ (aut.) Basso 88’ | Marcatori | 29’ Migliaccio 56’ Pastore |

| Arbitro: | Marrocco (Pisa) |

|                        |           |  |
| Mancini 34’ Cutolo 51’ | Marcatori |  |

| Taranto 1º giugno 2008, ore 16.00 Finale andata | Taranto            | 0 – 0 | Ancona | Stadio Erasmo Iacovone\| Arbitro: \| Calvarese (Teramo) \| |
| Arbitro:                                        | Calvarese (Teramo) |       |        |                                                            |

| Arbitro: | Peruzzo (Schio) |

|                              |           |              |
| Mastronunzio 9’ Fialdini 77’ | Marcatori | 85’ Plasmati |

#### Girone V
| Arbitro: | Zonno (Bari) |

|          |           |  |
| Zito 16’ | Marcatori |  |

| Castrovillari 22 agosto 2007, ore 16.00 2ª Giornata | Castrovillari | 0 – 3 | Taranto | Stadio Mimmo Rende\| Arbitro: \| Lupo (Matera) \| |
| Arbitro:                                            | Lupo (Matera) |       |         |                                                   |

| 29 agosto 2007 3ª giornata |  | – Turno di riposo Taranto |  |  |

| Arbitro: | Nasca (Bari) |

|                                              |           |  |
| Cammarata 22’, 53’ Perrone 25’ Sciaudone 42’ | Marcatori |  |

| Arbitro: | Quartarone (Messina) |

|                                                                    |           |  |
| Mosciaro 37’ Pacciardi 42’ Dal Rio 45+1’ Ghezzal 82’ Pederzoli 84’ | Marcatori |  |

Classifica finale girone V
| Squadra       | P.ti | G | V | N | P | GF | GS | DR  |
| ------------- | ---- | - | - | - | - | -- | -- | --- |
| Taranto       | 9    | 4 | 3 | 0 | 1 | 8  | 5  | 3   |
| Gallipoli     | 9    | 4 | 3 | 0 | 1 | 6  | 3  | 3   |
| Crotone       | 7    | 4 | 2 | 1 | 1 | 10 | 3  | 7   |
| Catanzaro     | 4    | 4 | 1 | 1 | 2 | 8  | 9  | -1  |
| Castrovillari | 0    | 4 | 0 | 0 | 4 | 2  | 14 | -12 |

### Sedicesimi di finale
| Arbitro: | Spadaccini (Vasto) |

|                                                                      |           |  |
| Agnelli 8’, 66’ Carloto 28’, 42’ Clemente 53’ Palermo 56’ Polani 66’ | Marcatori |  |

| Arbitro: | Zonno (Bari) |

|  |           |                |
|  | Marcatori | 62’ Martinelli |